# 唐铎 (少将)
唐铎（1904年—1983年11月20日），名灵运，字金城，男，湖南益阳人，中国人民解放军空军少将，中国人民政治协商会议辽宁省委员会副主席。

## 生平
唐铎1904年生于湖南省益阳县岳家桥乡一个塾师家庭。1915年进入长沙市方知小学读书，后转入湖南第一师范附小，与任弼时同学。1917年冬季，从湖南省立第一师范学校附小毕业后，因家贫失学。1918年秋经新民学会会员陈绍休老师介绍，追随蔡和森到华法教育会负责人之一的李石曾开设在直隶保定蠡县布里村的留法勤工俭学一年制初级预备班，学习法语、国文、物理和工艺技术知识学习。1919年5月到北京参加五四运动。
1920年5月与肖三、赵世炎、陈绍林、傅钟等百余青少年从上海乘邮船“阿拉伯西号”赴法勤工俭学，被分派在巴黎南部的蒙达尼中学补习法语，后到圣太田地区的列芙列夫汽车厂做工，参加了李维汉、李富春等组织的“工学世界社”。1921年9月20日进占里昂中法大学的事件中，与蔡和森、李立三、陈毅等104名代表一起被羁押，10月13日深夜被押上火车从马赛港强行遣送回中国。
唐铎回国后在上海中国公学商科和中法通惠工商学校学习一年多。1922年底，从上海到广州，民国大佬谭延闿写信将唐铎介绍给孙中山的大元帅府航空局局长杨仙逸。1923年春，杨仙逸派唐铎到航空局下设大沙头飞机制造厂当实习生。唐铎到飞机制造厂后不久，杨仙逸在大沙头和飞行人员合作，用从国外购来的部件和设备，自行装配成了第一架“国产”飞机“乐士文号”，该机有两个座位。试飞当天，唐铎见到孙中山、宋庆龄参加试飞仪式。飞行员黄光锐驾驶飞机，载宋庆龄成功升空试飞。1924年春国共合作背景下，唐铎在飞机厂加入了中国国民党。1924年9月间，孙中山的大元帅府决定成立军事飞机学校，校址设在广州大沙头飞机制造厂附近。该学校规模很小，仅招过两期学员，第一期学员共10人，包括黄埔军校第一期毕业生刘云、冯旬等人，还有王勋（又名王叔铭），另外还有从飞机制造厂选派来的3位实习生，唐铎是其中之一。1925年夏末，唐铎即将毕业，学校的党代表、中共党员刘云告诉唐铎，广州国民政府决定选派唐铎等几名毕业生到苏联空军院校继续学习飞行。
1925年8月底，在刘云及苏联顾问李靡的带领下，唐铎等一行6人乘苏联商船启程，经海参崴于10月到莫斯科。在莫斯科南郊的苏联空军第二飞行学校学习初级飞行。1926年2月，经刘云等人介绍，唐铎在莫斯科东方大学中共旅欧支部正式加入了中国共产党。1927年4月，从第二飞行学校毕业的唐铎又被派到一所空中战斗学校学习中级飞行。1928年底，掌握了三种战机驾驶和空中作战技能的唐铎顺利毕业，被授予苏军空军中尉军衔。1929年初进入第三飞行和空中侦察学校学习高级飞行。1929年8月毕业后，被分配到驻斯摩棱斯克的苏联空军第六旅第十八航空飞行大队，任中尉飞行员。1929年底申请转入联共 (布)，1930年10月被批准为联共 (布)候补党员，一年后转为正式党员。1932年初进入苏联空军通讯学校学习半年，毕业后晋升为上尉，担任旅通讯主任。参加1933年十月革命节莫斯科阅兵式的空中飞行。1934年初考取茹科夫斯基空军工程学院空中兵器系预科，一年后转为本科。1938年因日本间谍嫌疑被羁押一年。1939年1月经中共驻共产国际代表团负责人任弼时等证明下获释，为来莫斯科的中共人员当翻译。1940年夏，获得苏联平反，获准复学，插班到茹可夫斯基空军工程学院三年级继续学习。1940年在苏军服役长达15年而被授予红星勋章。
1941年6月苏德战争爆发后，1941年11月随茹可夫斯基空军工程学院东迁乌拉尔地区的斯维尔德洛夫斯克市。1942年6、7月与同学一起被派到列宁格勒附近一个飞机厂当实习工程师；随后又到一个飞机制造厂当了1个月的实习技术员。1942年8月，从茹可夫斯基空军工程学院本科毕业，获得航空军械工程师职称，被分配到苏联工农红军利佩茨克空军高级飞行技术学校（今俄罗斯空军战术训练中心）担任空中射击教研室少校教员，该校负责轮训空军的团、师级飞行干部的掌握最新航空装备与空中战术。先后执教空中战斗、空中照相、空中领航、空中轰炸、航空武器使用、发动机原理、瞄准具构造原理、流体力学、材料力学、理论力学、空气动力学、热力学、空中射击原理等课程。晋升中校主任教员。
1944年6月下旬，与30多位航校同事被批准上前线，前往斯摩棱斯克州担任白俄罗斯第三方面军赫柳金指挥的空军第一集团军强击航空兵第74团见习副团长、空中射击主任。1944年7月3日，白俄罗斯第三方面军和第四方面军协同作战，进攻白俄罗斯首都明斯克。唐铎所在强击机团接到突击阻碍主攻部队前进方向上的敌坦克集群的任务。副团长唐铎率三个大队24架伊尔-2强击机，采用大队纵队跟进的团编队队形，大机群超低空出航。机群到第聂伯河上空时，遭遇德国空军8架“梅塞施米特”式歼击机，唐铎指挥机群且战且进，并击落两架德国空军飞机。唐铎率强击机团抵达明斯克城郊上空时，见敌坦克集群正猛攻苏军前沿部队，当即指挥第3大队在城门以北，第2大队在城门以南，以马路为界，分区域正面展开，自选目标歼灭敌坦克。唐铎本人率第1大队8架飞机冲向敌预备队，轮番突击敌坦克集群。第一圈单机跟进俯冲轰炸，用反坦克弹消灭数十辆坦克。第二圈鱼贯进入，用火箭消灭敌坦克车、汽车多辆。后又多次折返战场，用机关枪点射。此次作战消灭敌坦克数十辆，其中仅唐铎就消灭敌坦克十余辆，配合了第三方面军攻占明斯克。该团获“近卫军”荣誉称号，唐铎获一枚列宁勋章。唐铎曾获苏联最高苏维埃主席团授予苏联卫国战争勋章，还曾获列宁勋章、红旗勋章、红星勋章及其他奖章。苏德战争期间，唐铎参加了白俄罗斯战役、东普鲁士战役。东普鲁士战役时曾单日执行六次作战飞行，伊尔-2后座射击员有三人重伤，一人牺牲，一人轻伤，而唐铎本人未受伤、也未被击落过。1945年5月11日,奉命离开战场,返回莫斯科，调任乌拉尔地区彼尔姆的第三航空技术学校（亚历山大·伊万诺维奇·波克雷什金的母校）任中校军械教员。
1949年8月，赴莫斯科与苏方谈判援华筹建解放军空军的刘亚楼问随行的王弼，在大革命或土地革命时期，中国还有没有人来苏联学习航空？王弼回忆了一下，说有，好像是位湖南的同志，叫唐铎。刘亚楼请苏方协助查寻。两天后苏方回复说，有此人，还健在，3天后可来和你们会面。唐铎按时到莫斯科与刘亚楼一行见面，提出回国参加中国的空军建设。1953年4月，苏联政府批准唐铎回中国，担任中国人民解放军军事工程学院党委委员、空军工程系党委书记兼系主任，筹建开设飞机工程、航空兵器、飞机特种设备、航空无线电、空军机场建筑、航空气象、导弹、原子防护等15个专业。1955年获授空军少将军衔。1964年3月21日国防科委第109次办公会议决定唐铎调任辽宁大学党委副书记、副校长、主管全校的体育工作。文化大革命期间，1968年底遭受冲击。1978年重新出任辽宁大学党委副书记、副校长。中共十一届三中全会后，负责辽大的平反冤假错案工作、主管全校的体育工作。1980年1月，当选为中国人民政治协商会议辽宁省第四届委员会副主席。1982年以后唐铎不再担任省政协副主席和辽大的领导职务。1983年9月近60年后首次回到湖南益阳家乡。1983年11月20日23时30分，唐铎因脑溢血在沈阳逝世，享年80岁。
2015年5月7日，在出席俄罗斯纪念卫国战争胜利70周年庆典并访问俄罗斯前夕，中华人民共和国主席习近平在俄罗斯《俄罗斯报》发表署名文章《铭记历史，开创未来》，其中提到：“中国飞行员唐铎作为苏军空中射击团副团长，鹰击长空，在同法西斯军队的空战中屡建战功。”

## 家人
- 父亲唐炳星：开设蒙馆
- 母亲刘氏
- 妻子唐瓦柳（瓦·依·戈妮娜），乌克兰族，1915年生，1945年在彼尔姆与唐铎结婚，2004年8月在沈阳病逝。
- 长子唐维佳，1946年生
- 次子唐瓦加，1948年生

## 荣誉
在第二次世界大战中代表苏联空军参加巴格拉季昂行动第二阶段明斯克攻势获得列宁勋章，也是唯一一位获得此奖的中国人。